# Rafael dejando a Tobías
Rafael dejando a Tobías es un cuadro bíblico de Rembrandt pintado en 1637. Se exhibe en el Louvre de París .

## Tema
El tema de la pintura fue tomado del Antiguo Testamento, en el Libro de Tobías. La historia trata sobre una familia hebrea: Tobías, el padre y su esposa Ana, y su hijo, también Tobías. Un día el padre, que se ha quedado ciego, envía al joven a Rag en Media a cobrar una deuda a diez años de Raguel. Aconseja a su hijo buscar a alguien que lo acompañe en este viaje. Tobías se encuentra con el arcángel Rafael quien, en forma humana como otro joven hebreo llamado Azarías, se ofrece como guía y acompañante. Con la ayuda de un gran pez capturado en el Tigris por orden suya, Tobías acabará curando la ceguera de su padre y expulsando al demonio que atormentaba a la joven que tomará como esposa.
Rembrandt ilustra el final del relato con la partida de Rafael tras la misión cumplida, revelando su identidad y volando de regreso al Cielo, una luminosidad brillante que dispersa las oscuras y densas nubes de humo ascendente. El artista mostró al ángel elevándose en perspectiva, dando el efecto de profundidad realzado por el fuerte contraste entre las zonas de luz y sombra, y de espaldas, para subrayar su lejanía física y espiritual. De acuerdo con el método de Rembrandt, la luz se trata de manera puntual. Está dirigida a la familia de Tobías, en las escaleras de su casa; el anciano Tobías postrándose en señal de reconocimiento, su hijo, que asombrado levanta los ojos hacia el ángel, su reciente esposa que, conmovida por el acontecimiento, junta las manos en gesto de oración. Junto a ellos, la anciana Ana, asustada por el resplandor cegador de la luz, suelta el bastón que cae junto al perro atemorizado. El artista dotó a todos los personajes de una fuerte carga emocional, manifestando una mezcla de asombro, temor, fe y gratitud.

## Historia
La obra pasó a formar parte de la colección de Luis XV tras su compra a Luis Víctor de Saboya-Carignano, heredero del príncipe de Carignano, Víctor Amadeo de Saboya-Carignano, en 1742.

## El tema de Tobías en otras obras
Rembrandt retrató a menudo la historia de Tobías, principalmente en grabados. En la Albertina de Viena, hay varios grabados: Tobías pescando (el ángel le ayuda a pescar un pez amarillo), Tobías y el ángel (los dos personajes van juntos a Rag) o Tobías de viaje (Tobías está de pie frente a su padre mandándolo de viaje, con un ángel de pie entre ellos. Da la impresión de que es él quien recibe la orden de cobro de la deuda).
En 1641 Rembrandt hizo un grabado titulado El ángel deja a la familia de Tobías. En la imagen, la figura de Tobías se muestra arrodillada, pero mirando hacia el ángel que se va. El pintor enriqueció la escena con dos personajes adicionales, los espectadores de todo el evento.